# Burkersdorf (Triptis)
Burkersdorf ist ein Ortsteil der Stadt Triptis im Saale-Orla-Kreis in Thüringen. Der gesamte Ort bildet ein außergewöhnlich intaktes Bauensemble aus Fachwerkhäusern und steht unter Denkmalschutz. Das kleine Dorf besitzt eine eigene Kirchengemeinde. 

## Geografie
Burkersdorf liegt versteckt auf einer Hochebene mit Wiesen und Feldern sowie Wald umgeben. Eine Ortsverbindungsstraße führt zur Landesstraße 2318 von
Neustadt an der Orla nach Lippersdorf. Der Ort Burkersdorf liegt nordöstlich von Neustadt an der Orla und nordwestlich  von Triptis entfernt. Die Hochfläche von Burkersdorf gehört der Saale-Elster-Sandsteinplatte an. Nördlich dieser Lage beginnt das Thüringer Holzland um Hermsdorf und Klosterlausnitz bis Eisenberg.
Mit der Linie 832 der KomBus hat Burkersdorf Anschluss an die Kernstadt Triptis sowie an die Stadt Neustadt (Orla).

## Geschichte
Die urkundlich nachgewiesene Ersterwähnung erfolgte 1378.
Der Weiler ist von jeher wald- und landwirtschaftlich geprägt. Man spricht über die schmucken 12 Fachwerkhäuser Auf der Heide. Landschaft-Wirtschaft-Gesellschaft sind eng miteinander verknüpft.
Burkersdorf wurde am 1. Juli 1950 nach Pillingsdorf eingemeindet. Zwischenzeitlich gehörte Pillingsdorf zur Verwaltungsgemeinschaft Triptis. Mit Auflösung der Gemeinde Pillingsdorf kam Burkersdorf am 1. Januar 2012 zu Triptis.
Bereits im Mittelalter gab es eine Kirche.

Das Fachwerk-Bauensemble Burkersdorf
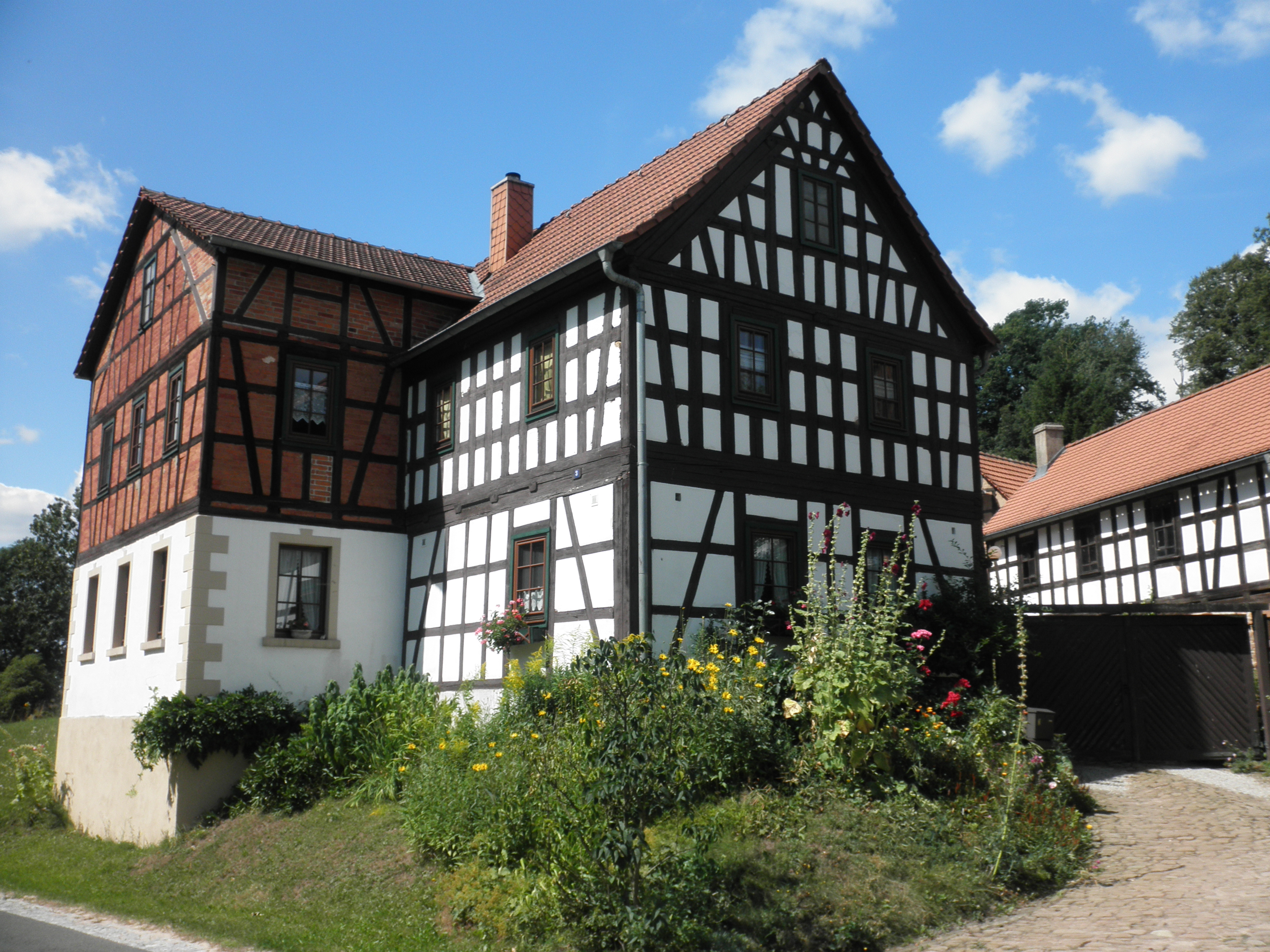
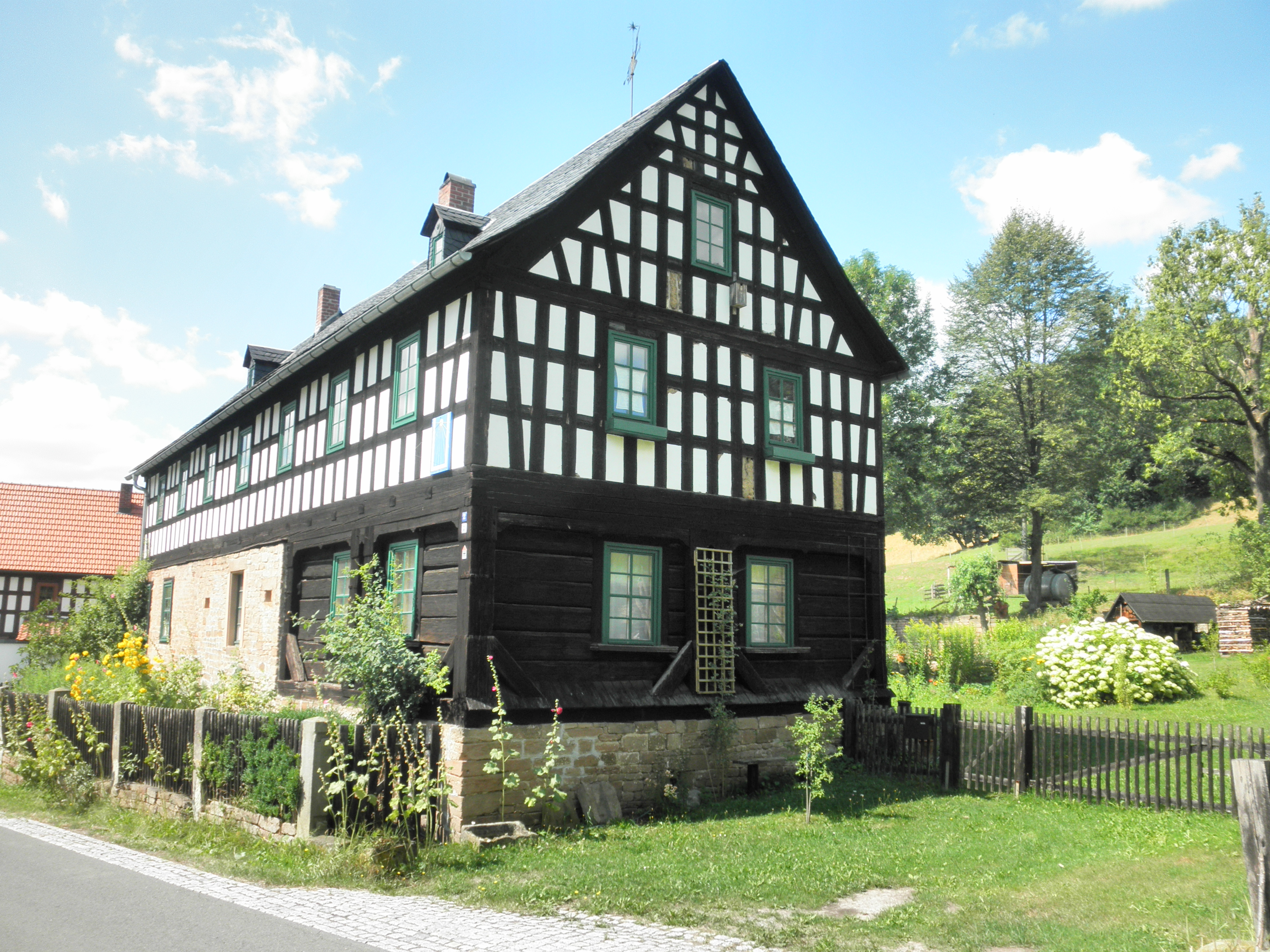
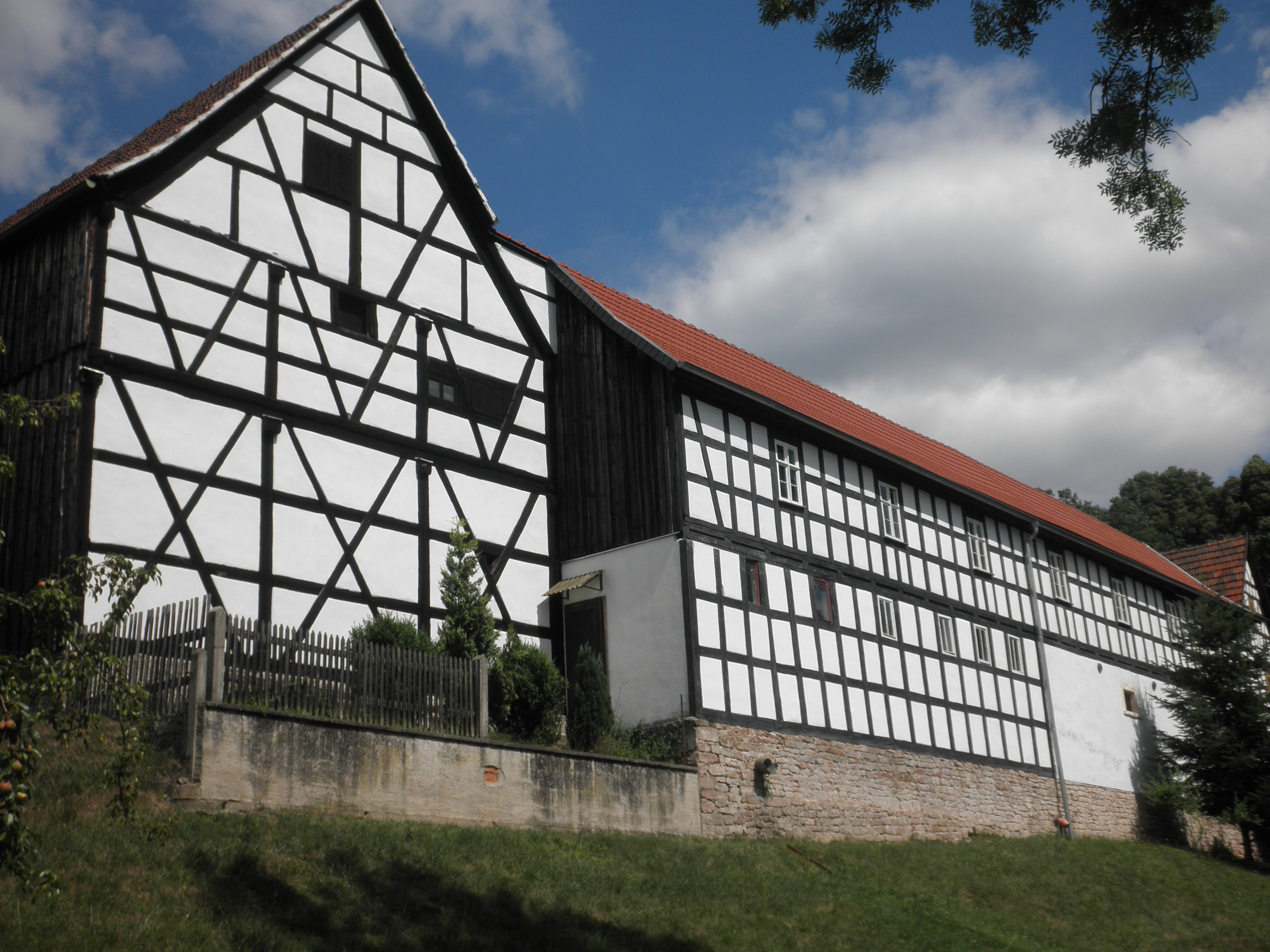
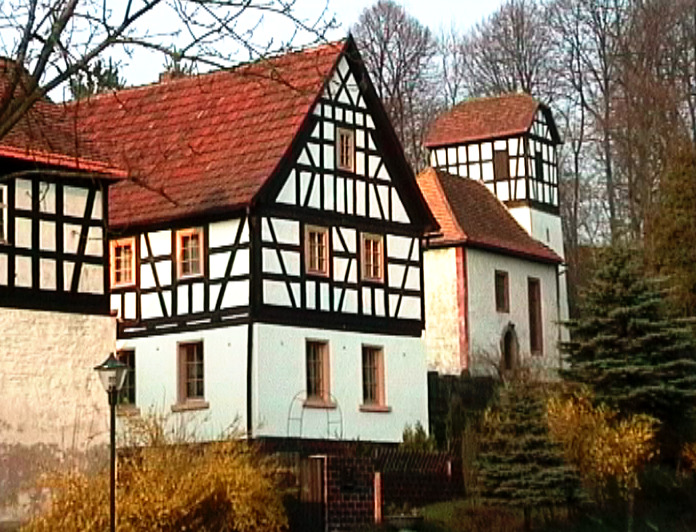